# Lithospermum rosmarinifolium
Lithospermum rosmarinifolium là loài thực vật có hoa trong họ Mồ hôi. Loài này được Sessé & Moc. mô tả khoa học đầu tiên năm 1888.